# عيسى خليفة
عيسى خليفه ، لاعب كرة قدم سعودي سابق.
و قد كان يلعب مع نادي الإتفاق السعودي.
و قد لعب مع منتخب السعودية لكرة القدم.

## كأس الخليج

### كأس الخليج 1976
و قد سجل هدف في مرمى منتخب عمان لكرة القدم.

### كأس الخليج 1979
و قد سجل هدف في مرمى منتخب عمان لكرة القدم.